# K2-288 B b
K2-288 B b (также обозначается как EPIC 210693462 b) ― экзопланета класса суперземля, вращающаяся вокруг красного карлика K2-288 B в двойной системе K2-288 в созвездии Тельца.
Индекс жизнепригодности K2-288 B b оценивается в 0,65, из-за чего она может быть способной поддерживать жизнь, так как находится в обитаемой зоне своей звезды, однако состав экзопланеты неизвестен.

## Открытие
Экзопланета K2-288 B b наблюдалась телескопом Кеплер во время 4-й кампании его миссии k2, проходившей с апреля по сентябрь 2015 года.
Группа астрономов изучила данные от телескопа, пытаясь найти новые экзопланеты.
Из-за «потери устойчивости» Кеплера в результате отказа двух маховиков, начало каждой кампании сопровождалось ошибками, из-за чего команда учёных несколько дней не обращала внимания на данные.
Было обнаружено две экзопланеты, однако нужна была третья, прежде чем заявить об открытии.
После этого команда исследователей решила заняться изучением других экзопланет.
Немного погодя, та же команда устранила ошибки, используя более совершенные методы.
Однако вместо того, чтобы продолжить изучение, в апреле 2017 года команда загрузила свой контент на сервер проекта «Exoplanet Explorers», который был создан сайтом гражданской науки.
После того, как третья экзопланета была обнаружена у красного карлика K2-288 B, несколько добровольцев начали долгое обсуждение, придя к выводу, что экзопланета похожа температурой и размером на Землю.
Эти характеристики привлекли группу астрономов из Центра космических полётов Годдарда, которые смогли независимо обнаружить сразу три экзопланеты одновременно, что привело к началу новых наблюдений.
В обсерватории Кека группа, которую возглавляла Адина Файнштейн обнаружили существование второй звезды системы. Это означало, что сигнал могла издавать 2-я звезда, а не экзопланета, однако группа пришла к выводу, что это не ложноположительный результат, а настоящая экзопланета.
Наблюдения и моделирования показали, что данные скорее всего подтверждают то, что экзопланета вращается вокруг наименьшей звезды в двойной звёздной системе.
7 января 2019 года команда рассчитала температуру, орбиту и радиус K2-288 B b, объявив о своих результатах на 233-м заседании Американского астрономического общества в Сиэтле.

## Жизнепригодность
На данный момент неизвестно, существует ли на K2-288 B b разумная жизнь.
Существует версия, что экзопланета находится в пределах обитаемой зоны красного карлика K2-288 B, так как средняя температура оценивается в 226,36 К (–46,79 oC).
Однако на EPIC 210693462 b может существовать вода в жидком состоянии, но он может оказаться и газовой планетой.